# Mythimna livida
Mythimna livida là một loài bướm đêm trong họ Noctuidae.